# Tina Birbili

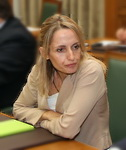
Tina Birbili

Tina Birbili (griechisch Τίνα Μπιρμπίλη, * 1969 in Athen) ist eine griechische Umweltwissenschaftlerin und Politikerin (PASOK). Vom 7. Oktober 2009 bis 17. Juni 2011 war sie Ministerin für Umwelt, Energie und Klimawandel in der Regierung von Giorgos Andrea Papandreou.

## Leben
Sie studierte Physik an der Universität Athen und erwarb am Imperial College London einen Masterabschluss in Umwelttechnologie, bevor sie ihr Physikstudium mit der Promotion abschloss. Sie koordinierte und managte Projekte der Europäischen Union im Bereich Umwelt und nachhaltige Entwicklung. Sie ist Mitautorin eines Buchs Städte für Radfahrer bauen.
In der Stadtverwaltung von Athen war sie unter Bürgermeister Dimitris Avramopoulos tätig. In den vergangenen Jahren gehörte sie jedoch zum Kreis der engsten Mitarbeiter von Giorgos Andrea Papandreou, der die noch relativ unbekannte Politikerin nach seinem Sieg bei den Parlamentswahlen 2009 als jüngstes Mitglied seines Kabinetts an die Spitze des neu geschaffenen Umweltministeriums berief.
Im Zuge einer Kabinettsumbildung im Juni 2011 schied Birbili aus dem Kabinett aus. Sie hatte sich den Plänen zur Sanierung des Staatshaushalts widersetzt, insbesondere der geplanten Privatisierung der Elektrizitätsgesellschaft DEI und dem Vorhaben, die zahlreichen Schwarzbauten gegen Zahlung von Bußgeldern zu legalisieren.
Tina Birbili ist alleinerziehende Mutter eines Sohnes.